# Alfredo Viana de Lima

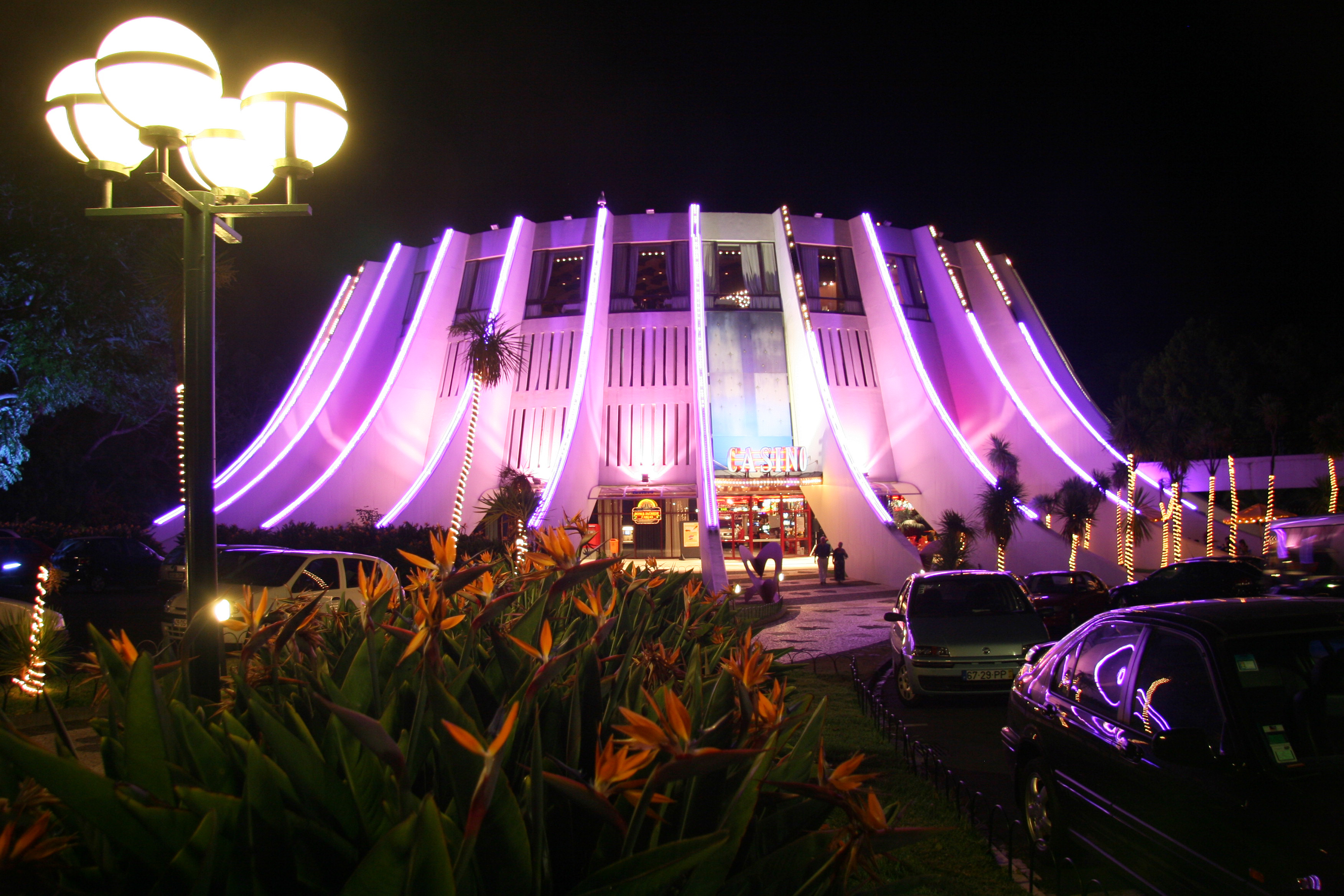
Casino da Madeira (1976), con Oscar Niemeyer, Funchal

Alfredo Evangelista Viana de Lima (Esposende, 18 de agosto de 1913-Oporto, 27 de diciembre de 1991) fue un arquitecto racionalista portugués. 

## Trayectoria
Nació en Esposende en 1913, hijo único de Alfredo Viana de Lima y de Joaquina de Campos Evangelista de Lima. Estudió en la Escuela de Bellas Artes de Oporto (1929-1941). En 1947 fue uno de los fundadores del grupo ODAM (Organização dos Arquitectos Modernos). Al año siguiente participó en el I Congreso Nacional de Arquitectura, donde presentó su ensayo O problema português da habitação, en el que defendía los postulados de la Carta de Atenas. Fue miembro también del Congreso Internacional de Arquitectura Moderna (CIAM). También ejerció como consultor de la UNESCO en varias misiones en Brasil (1966-1977).
Su primera obra, la casa Honório de Lima en Oporto (1939-1943), de inspiración lecorbusieriana, fue una de las primeras obras racionalistas en Portugal. Igual influencia se denota en la casa Arístides Ribeiro en Oporto (1949-1952). Ese mismo año, la casa Tristão da Cunha muestra influencia de la arquitectura brasileña, mientras que en el complejo Costa Cabral en Oporto (1953) denota un mayor expresionismo, así como cierta inspiración en la Unité d'Habitation de Le Corbusier. Posteriormente, la Facultad de Economía de la Universidad de Oporto (1961) destaca por su modulación geométrica.
En 1968 colaboró con el arquitecto brasileño Oscar Niemeyer en el Casino da Madeira en Funchal (1976). Entre sus últimas obras destacan: el palacio de Justicia de Caminha (1971) y el palacio de Justicia de Santa Maria da Feira (1977).
Fue profesor de la Escuela de Bellas Artes de Oporto entre 1974 y 1981.
En 1961 ganó el Gran Premio de Arquitectura en la II Exposición de Artes Plásticas de la Fundación Calouste Gulbenkian. A título póstumo se le concedió el Gran Collar de la Orden de Santiago de la Espada.